# 消防同意
消防同意（しょうぼうどうい）とは、建築物（防火対象物）の安全確保のため、建築確認を必要とする建物の確認の前に、消防機関が、建築計画の消防上の問題点を確認し、消防設備や建築物の防火に関するあらゆる法令に問題がないことをもって、建築に同意する建築基準法第93条に基づいた仕組みである。これにより、消防の同意なしに建築確認がなされることはないことになる。防火対象物の使用が始まると、防火管理者の選任、消防訓練の実施、消防用設備の点検結果及び防火対象物の点検報告などを通して、消防は火災の予防に努力する。
なお、消防同意は消防長又は消防署長の同意であり、同意を求められてから7日以内に同意を与えて、その旨を当該行政庁若しくは委任を受けた者又は指定確認検査機関に通知しなければならない。
ほかに、消防法により危険物に関する許認可事務を消防機関が担っている。権限を有する行政庁とは、確認を行う建築主事及び許可を行う特定行政庁（建築主事を置く市町村の区域については当該市町村長、その他の市町村の区域にあっては都道府県知事。）